# José Caeiro
José Caeiro (Hondarribia, 14 febbraio 1925 – Madrid, 14 febbraio 1981) è stato un calciatore e allenatore di calcio spagnolo.

## Carriera
In attività giocava come attaccante. Morì di infarto a soli 55 anni, durante il suo mandato come allenatore dell'Arosa.